# Corydoras zygatus
Corydoras zygatus — вид сомоподібних риб з роду Коридорас підродини Corydoradinae родини панцирних сомів. У природі поширений у річках Південної Америки; утримують також в акваріумах.

## Опис
Завдовжки сягає 5,6-6 см. Спостерігається статевий диморфізм: самиця більша та гладкіше за самця. Зовні подібний до виду Corydoras rabauti. Голова відносно велика. Очі маленькі. Рот нижній. Є 3 пари маленьких вусів. Тулуб кремезний. Спинний плавець складається з 1 жорсткого і 8 м'яких променів. Жировий плавець крихітний. Грудні плавці розвинені. Черевні плавці короткуваті, широкі. Хвостовий плавець широкий, виїмчастий.
Забарвлення голови мідно-бронзове, тулуба — рожево-сіре. Від задньому частини голови до хвоста проходить темна смуга із зеленуватим відтінком. Плавці безбарвні або трохи коричнюваті. Штучно виведено альбіносну форму.

## Спосіб життя
Є демерсальною рибою. Воліє до прісної та чистої води. Утворює невеличкі групи. Доволі полохлива рибка. Вдень ховається біля дна в різних укриттях. Активна у присмерку та вночі. Живиться дрібними ракоподібними, червами, комахами, детритом.

## Розповсюдження
Поширено у західній частині басейну річки Амазонка.

## Утримання в акваріумі
Довжина акваріума від 60 см. В оздобленні повинні бути різноманітні укриття (корчі, рослини тощо). Рекомендують тримати зграйкою не менше 4—8 особин. Невибагливі в утриманні. Оптимальними параметрами води є: 20–27 °C, dGH 2—18°, pH 6,0—7,8. Потрібна фільтрація води та її регулярна підміна.